# Chênh lệch chiều dài hai chân
Chênh lệch chiều dài hai chân (hay tật chân thấp chân cao) là tình trạng hai chân có chiều dài khác nhau (do cấu trúc) hoặc biểu hiện chiều dài chênh nhau vì sai lệch vị trí (do chức năng). Người ta ước lượng tình trạng này ảnh hưởng từ 40 đến 70% dân số, với ít nhất khoảng 0,1% hai chân chênh nhau hơn 20 mm.

## Phân loại
Hai chân không cân xứng được chia thành 2 loại chính:
- Nhóm sai biệt cấu trúc là do bản thân hai chân khác nhau về chiều dài, thường do sự khác biệt về chiều dài xương ở đùi hoặc xương ở cẳng chân. Nguyên nhân có thể do dị tật bẩm sinh hoặc xảy ra sau gãy xương, nhiễm trùng nghiêm trọng, hoặc tổn thương tại chỗ của một trong các sụn tiếp hợp ở chân.
- Nhóm còn lại, thường gặp hơn, khi bản thân hai chân thì dài bằng nhau, nhưng do tổn thương thần kinh cơ ở khung chậu hay vùng hông đùi, một chân hoặc khớp háng bị giữ cao hơn và chặt hơn hơn chân còn lại (co rút khớp, tăng trương lực ở khối cơ vùng chậu hoặc đùi). Cơ bị co kéo không đều hai bên chân làm chân trông như có chiều dài khác nhau, nhưng khi đo đạc cẩn thận thì sẽ thấy được chiều dài hai chân tương đương. Đây được gọi là bất cân xứng vị trí chiều dài chân và có thể thấy khi bệnh nhân nằm.[3]

## Chẩn đoán và tầm soát

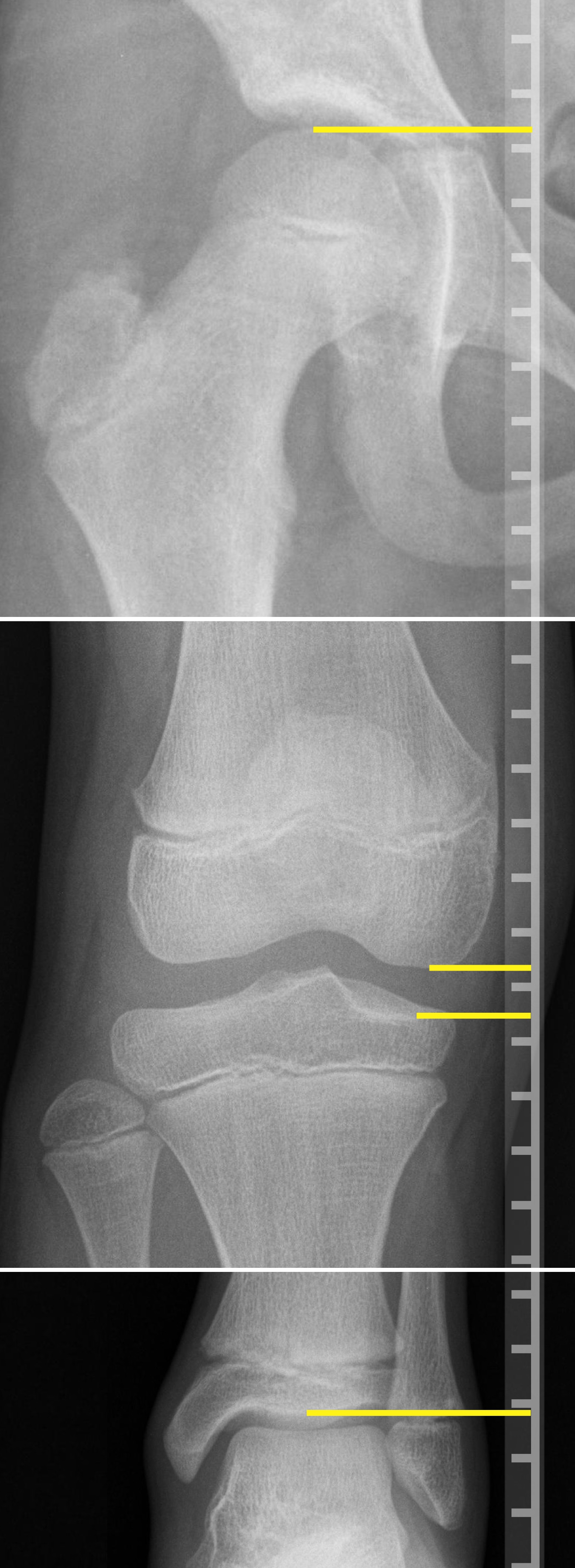
X quang trong đo đạc chiều dài chi.

Chiều dài hai chân chênh ở trẻ em thương được nghĩ đến đầu tiên khi bố mẹ trẻ để ý thấy bé bị tật đi lại càng lúc càng nặng. Quy trình thông thường để tìm bệnh ở trẻ em là khám thể chất thật kỹ, bao gồm cả quan sát trẻ đi lại và chạy nhảy. Thêm vào đó, ở Hoa Kỳ, quy trình tiêu chuẩn ở trẻ em còn gồm cả X quang để đo lường chính xác chiều dài các xương ở chân.
Trên X quang, ta thường có được số đo của cả xương đùi và xương chày, cũng như số đo cộng cả hai xương. Sai biệt chiều dài chân còn có thể do xoay vặn khung chậu.
Sấp bất thường (do trọng lực) sẽ đẩy xương vô danh dịch ra trước. Sự xoay ra trước của gờ vô danh làm chân ngắn lại.(Rothbart 2006). Bàn chân sấp hơn (xoay ngoài) làm xương vô danh càng xoay ra trước nhiều. Dẫn đến bên chân đó sẽ ngắn chức năng.
Ở người lớn, tăng góc chếch khung chậu và vẹo cột sống dẫn tới chênh lệch chiều dài chân được cho là gây ra đau thắt lưng.